# Калдъръмче
Калдъръмчето (Portulaca grandiflora) е едногодишно тревисто растение, с месести, полегнали стъбла, с червеникав цвят, високи до около 30 cm. Листата са месести и издължени, дълги до 2,5 cm. Цветовете са 2,5 – 3 cm в диаметър, с 5 венчелистчета, но се срещат и кичести, с двоен венец. Цъфти в разнообразни нюанси на червено, оранжево, жълто, цикламено и бяло. При повечето сортове цветовете се отварят само в слънчев ден. Произхожда от Южна и Централна Америка. Най-близките му роднини са семейство Кактусови (Cactaceae).
Калдъръмчето произлиза от семейство „Тученицови“ (Portulacaceae), семейство към което принадлежат около 20 рода с 500 вида растения – с големина от нискостеблени растения до малки храстчета. Латинското име на рода на калдъръмчето е „Portulaca“. Най-разпространен е вида Portulaca grandiflora, което наричаме калдъръмче. Често този вид е наричан и тученица, име с което е познат друг негов роднина от същия род: обикновената тученица (Portulaca oleracea). Именно обикновената тученица, а не калдъръмчето се използва както за фураж, така и в кулинарията като подправка или при приготвяне на салата, супа, задушена като листен зеленчук.

## Отглеждане
Калдъръмчето е непретенциозно растение. Вирее във всякаква почва, както и между камъните, от където идва името му. Изисква слънчева светлина, вирее добре на южен прозорец или балкон. Месестите му стъбла и листа му помагат да издържа на слънце и суша. Семената му се самозасяват и напролет покълват.

## Местообитание на калдъръмчето
Калдъръмчето е светлолюбиво. При засаждане на сенчести или полусенчести места се наблюдава издължаване и изтъняване на стъблото, разреждане на листата и липса на цъфтеж. По тази причина в градината се засажда на местата с най-продължителна експозиция на преките слънчеви лъчи. Същите условия получава и при отглеждане в съдове на тераси и балкони с изложения юг, югозапад или запад. Растението е сухоустойчиво. Поради незначителната загуба на влага чрез листата, мъховото цвете понася засушаването. Поливките могат да бъдат ежеседмични или по-оскъдни.
Калдъръмчето се размножаване чрез семена или резници. В края на лятото от изсъхналите семенници се събират семената за разсада. Те запазват своята кълняемост в продължение на три години. А от здрави и добре оформени филизи се отрязват резници, които се поставят в съд с вода до пускане на корени или се засяват директно в почвата, без необходимост от осигуряване на специални условия. Желания декоративен ефект се постига при засаждане в добре отцеждащи се, песъчливи или глинести почви. При отглеждане в съдове, на дъното им задължително се поставя дренажен слой.
Цветовете са с елегантен копринен оттенък, те са обагрени в различни нюанси на червеното, оранжевото, розовото, цикламата, бялото и жълтото. Някои хибриди впечатляват с контрастните си двуцветни съчетания. Цветовете при различните сортове могат да бъдат: прости – състоящи се от пет венчелистчета, кичести – с двоен венец или двойнокичести, а диаметърът им варира от 2,5 до 5 см. Цветчетата се разтварят само през слънчевите дни. В тъмната част от денонощието и при облачно време остават затворени. Цъфтежът е с продължителност от май до октомври. Цветовете са хермафродити и се опрашват от насекомите.